# Вицяк, Павел Иванович
Павел Иванович Вицяк (укр. Павло Іванович Віцяк; 25 декабря 1934 года, с. Теребинь, ныне Хрубешувский повят Люблинского воеводства Польши — 13 апреля 2006 года) — украинский врач и государственный деятель, депутат Верховной рады Украины I созыва (1990—1994).

## Биография
Родился 25 декабря 1934 года в селе Теребинь (ныне Хрубешувский повят Люблинского воеводства Польши) в крестьянской семье.
В 1960 году окончил Львовский государственный медицинский институт. После окончания института работал в сфере здравоохранения, с 1960 года работал заведующим рентген-кабинетом Владимир-Волынской центральной районной больницы Волынской области, с 1965 года — главврачом Владимир-Волынского районного противотуберкулезного диспансера, с 1970 года — заместителем заведующего отделом здравоохранения Волынского облисполкома.
С 1975 года занимал должность главного врача Волынской областной больницы, с 1983 года был заведующим отделом здравоохранения исполкома Волынского областного Совета.
В 1990 году в ходе первых альтернативных парламентских выборов в Украинской ССР был выдвинут кандидатом в народные депутаты, 4 марта 1990 года в первом туре был избран народным депутатом Верховного совета Украинской ССР XII созыва (в дальнейшем — Верховной рады Украины I созыва) от Камень-Каширского избирательного округа № 45 Волынской области, набрал 52,49 % голосов среди 2 кандидатов. В парламенте являлся председателем комиссии по вопросам здоровья человека, входил в депутатскую группу «Народная рада», был членом Конгресса национально-демократических сил. Депутатские полномочия истекли 10 мая 1994 года.
С 1994 года был начальником управления санаторной помощи населению Министерства здравоохранения Украины.
На парламентских выборах 1994 года был кандидатом в народные депутаты Верховной рады Украины II созыва, избран не был.
Награждён орденом Трудового Красного Знамени, имеет звание «Заслуженный врач Украины».